# Heleioporus
Heleioporus is een geslacht van kikkers uit de familie Limnodynastidae. De groep werd voor het eerst wetenschappelijk beschreven door John Edward Gray in 1841. Later werd de wetenschappelijke naam Helioporus gebruikt.
Er zijn zes soorten die endemisch zijn in Australië. De verschillende soorten zijn voornamelijk bewoners van bossen en moerassen.

## Soorten
Geslacht Heleioporus
- Soort Heleioporus albopunctatus
- Soort Heleioporus australiacus
- Soort Heleioporus barycragus
- Soort Heleioporus eyrei
- Soort Heleioporus inornatus
- Soort Heleioporus psammophilus

Adelotus · 
Heleioporus · 
Lechriodus · 
Limnodynastes · 
Neobatrachus · 
Notaden · 
Philoria · 
Platyplectrum